# 마디아프라데시주
마디아프라데시주(영어: Madhya Pradesh, 힌디어: मध्य प्रदेश, "중앙의 주")는 인도 중앙부에 있는 주로서, 인도의 주 중 2번째로 넓다. 주도는 보팔이다. 전형적인 농업주로 주민의 82%가 농업에 종사한다. 쌀·밀·잡곡을 생산하는데 쌀은 남부에서, 밀과 잡곡은 북에서 많이 나며 남서부의 마르와 대지에서는 면화가 재배된다. 동부에는 석탄, 철광석 등의 자원이 있어, 그 개발이 현재 진행 중이다. 이들 자원을 배경으로 동부의 공업화가 진행되었다.

## 인구
| 연도                  | 인구       | ±%     |
| --------------------- | ---------- | ------ |
| 1951                  | 18,615,000 | —      |
| 1961                  | 23,218,000 | +24.7% |
| 1971                  | 30,017,000 | +29.3% |
| 1981                  | 38,169,000 | +27.2% |
| 1991                  | 48,566,000 | +27.2% |
| 2001                  | 60,348,000 | +24.3% |
| 2011                  | 72,597,565 | +20.3% |
| 출처: Census of India |            |        |

## 같이 보기
- 보팔 가스 누출 사고

1. ↑  “Census Population” (PDF). 《Census of India》. Ministry of Finance India. 2008년 12월 19일에 원본 문서 (PDF)에서 보존된 문서. 2008년 12월 18일에 확인함.